# The Doors-diszkográfia
A Doors egy 1965-ben Los Angelesben alakult, az akkori fiatalságra az egyik legnagyobb hatású rockzenekar volt. Nevük Aldous Huxley Az észlelés kapui (The Doors of Perception) című művéből származik. Az együttest Jim Morrison énekes, Ray Manzarek billentyűs, John Densmore dobos és Robby Krieger gitáros alkotta. Arculatát Jim lázadó személyisége határozta meg leginkább. Az ő 1971-ben bekövetkezett halála után a zenekar már csak két évig, 1973-ig működött trióként.

## Stúdióalbumok
1967.The Doors
1967.Strange Days
1968.Waiting for the Sun
1969.The Soft Parade
1970.Morrison Hotel
1971.L.A. Woman
1971.Other Voices
1972.Full Circle
1978.An American Prayer
KONCERT ALBUMOK:
1970. Absolutely Live
1983.Alive,Shed Crie
1987.Live at tha Hollywood Bowl
1991.In Concert
1996.Message to Love:The Isle of Wight Festival-1970

FILMZENÉK:
1991.THE Doors:Original Soundtrack Recording
2010.When You're Strange:Music From THe Motion Picture

### Kislemezek
- 1967 Break On Through (To the Other Side) #106 US
- 1967 Light My Fire #1 US
- 1967 People Are Strange #12 US
- 1967 Love Me Two Times	#25
- 1968 The Unknown Soldier #39 US
- 1968 Hello I Love You #1 US, #15 UK
- 1968 Touch Me #3 US
- 1969 Wishful Sinful #44 US
- 1969 Tell All the People #57 US
- 1969 Runnin' Blue #64 US
- 1970 You Make Me Real #50 US
- 1970 Roadhouse Blues #50 US
- 1971 Love Her Madly #11 US
- 1971 Riders on the Storm #14 US
- 1971 Tightrope Ride #71 US
- 1972 Ships with Sails
- 1972 Get Up and Dance
- 1972 The Mosquito #85 US
- 1972 The Piano Bird
- 1983 Gloria #18 US